# Coenonympha diaphana
Coenonympha diaphana är en fjärilsart som beskrevs av Karl Schawerda 1942. Coenonympha diaphana ingår i släktet Coenonympha och familjen praktfjärilar. Inga underarter finns listade i Catalogue of Life.